# Дхакарам

Малаяли акшарамал

Дхакарам (малаял. ധകാരം) — дха, 32-я (19-я согласная) буква алфавита малаялам, обозначает придыхательный звонкий альвеолярный взрывной согласный. Произносится как dh в английском „did he“. Графически совпадает с буквой япеле из бирманского алфавита. Акшара-санкхья — 9 (девять). Символ юникода — U+0D27.
Лигатуры:  ദ (da) + ധ (dha) = ദ്ധ (ddha)